# ويليام فوس
ويليام فوس هو سياسي أمريكي، ولد في 1847، وتوفي في 2 نوفمبر 1921. انتخب عضو مجلس ولاية ويسكونسن ‏.